# Night Rider
Night Rider är en sång skriven av Doc Pomus och Mort Shuman och inspelad av Elvis Presley 18 mars 1961 och släpptes på albumet Pot Luck with Elvis. Sången användes senare i Elvis film Tickle Me, och släpptes då också på EP:n med samma namn.